# Syzygium pachyrrachis
Syzygium pachyrrachis är en myrtenväxtart som beskrevs av Gerda Jane Hillegonda Amshoff. Syzygium pachyrrachis ingår i släktet Syzygium och familjen myrtenväxter. Inga underarter finns listade i Catalogue of Life.